# Коста Новаковић (политичар)
Коста Новаковић (Чачак, 3. јун 1886 — 1938) је био српски социјалиста и публициста.

## Биографија
Коста Новаковић је рођен у Чачку 3. јуна 1886. године. Заједно са Димитријем Туцовићем, био је један од првака Српске социјалдемократске партије. На оснивачком конгресу Комунистичке партије Југославије 1919. године изабран је за члана Извршног одбора Централног партијског већа. Између два светска рата уређивао је више партијских листова, биран је у Централни комитет и био делегат КПЈ на Четвртом и Шестом конгресу Коминтерне. Због револуционарне делатности, септембра 1924. осуђен је у Краљевини СХС на шест месеци (у јулу је ухапшен због брошуре "Македонија Македонцима - Земља земљорадницима"), а 1926. на пет година робије. 1927. године је побегао из затвора и емигрирао у Совјетски Савез. Тамо је 1937. ухапшен у стаљинистичким чисткама и претпоставља се да је ликвидиран 1938. године.